# Юность (Чувашия)
Ю́ность (чув. Юность) — посёлок Алатырского района Чувашской Республики. Относится к Атратскому сельскому поселению.

## География
Посёлок расположен в 28 км по автодорогам к северо-востоку от районного центра Алатыря и в 7,5 км к югу от центра поселения. Ближайшая железнодорожная станция — Алтышево в 5 км к юго-востоку. Посёлок находится на правом берегу реки Люля.

## История
Посёлок был основан в феврале 1920 года как сельскохозяйственная артель «Юность» (с 1929 года — колхоз). С 2000-х годов посёлок опустел.

### Административная принадлежность
До 1927 года посёлок относился к Алатырской волости Алатырского уезда (до 1924 года — к Кладбищенской волости), затем — к Атратскому сельсовету Алатырского района.

## Население
| 2010 | 2012 |
| ---- | ---- |
| 0    | →0   |

Число дворов и жителей:
- 1921 — 11 дворов, 62 человека.
- 1926 — 13 дворов, 32 мужчины, 34 женщины.
- 1939 — 38 дворов, 104 мужчины, 113 женщин.
- 1979 — 9 мужчин, 17 женщин.
- 2002 — 7 дворов, 3 женщины (2 русские и мордовка)[5].
- 2010 — постоянных жителей нет[2].

## Современное состояние
В настоящее время посёлок почти прекратил существование, сохранился один дом.